# Mãe Tança de Nanã
Constância da Rocha Pires, Mãe Tança de Nanã,  (19 de setembro de 1881 — 2 de outubro de 1978), foi gaiacú do Candomblé seu nome no axé era Ajauci, era filha da africana Gaiacú Satu do Axé Pó Egi ou Terreiro Cacunda de Iaiá, continuou os trabalhos das obrigações de Hilda Jitolu juntamente com Cassiano Manuel Lima.